# Red. La prima luce
Red. La prima luce (The Red: First Light) è un romanzo di fantascienza della scrittrice statunitense Linda Nagata del 2013.
Il libro è conosciuto con il titolo completo di sottotitolo, ma è anche noto semplicemente come RED, titolo che campeggia sulla copertina e nel colophon.

## Storia editoriale
Il romanzo è il primo capitolo di una serie di fantascienza militare, chiamata The Red, sviluppata nello stesso filone aperto delle opere dello scrittore Joe Haldeman, seguito dai romanzi Red. Il processo (The Red: The Trials, 2015) e Red. La caduta (The Red: Going Dark, 2015).
Il romanzo, nel 2014, è stato candidato al Premio Nebula per il miglior romanzo e al Premio Locus per il miglior romanzo, primo caso di opera autopubblicata solo in E-book ad arrivare in finale per tali riconoscimenti. Sempre nel 2014 il romanzo è stato finalista al Premio John Wood Campbell Memorial.
Il romanzo, in Italia, è stato pubblicato per la prima volta nel 2016 per la casa editrice Mondadori, nella collana Oscar fantastica, ripubblicato l'anno successivo nella Collana Urania; seppure sulla copertina figuri semplicemente il titolo RED, il libro è anche conosciuto con il titolo completo di sottotitolo Red. La prima luce, entrambi riportati nel frontespizio.

## Trama
Il tenente James Shelley, appena maggiorenne, ha assistito alle violenze da parte della polizia contro pacifici manifestanti. Ha filmato gli scontri grazie a un impianto ottico di cui era dotato. Avendo illegalmente messo in rete i filmati, è stato processato e, riconosciuto colpevole, costretto ad arruolarsi nell'United States Army con una ferma di dieci anni per non finire in prigione. Shelley ora è il comandante di una squadra d'elite, la cosiddetta "SAC - Squadra d'Assalto Interconnessa", distaccata nel Sahel per combattere l'auto proclamato governo di Ahab Matugo. I soldati, oltre ad avere equipaggiamenti all'avanguardia quali esoscheletri, armature antiproiettile e armi con mira assistita da intelligenza artificiale, sono permanentemente collegati tra loro attraverso impianti cerebrali e assistiti da remoto da coordinatori esperti, le cosiddette "guide", che li controllano da satelliti, droni o attraverso gli stessi impianti ottici dei soldati.
Shelley, durante varie missioni, ha avuto delle premonizioni che gli hanno permesso di salvare la sua vita e quella dei commilitoni; tale sesto senso è diventato leggendario facendo di Shelley un mito. Un giorno l'istinto lo spinge a evacuare la base, pochi istanti prima che due aerei da guerra la bombardino. Un inspiegabile hacking aveva scollegato la SAC dalla "guida" e dai droni, non permettendo l'individuazione del pericolo in arrivo. Durante l'attacco due militari perdono la vita e lo stesso Shelley viene gravemente ferito, riportando la mutilazione delle gambe. Salvato in extremis, Shelley viene ricoverato in un ospedale militare a San Antonio dove gli vengono impiantate delle protesi cibernetiche, ultimo grido di una tecnologia sperimentale volta al recupero di soldati da riutilizzare nei combattimenti. A capo del progetto di riabilitazione e potenziamento vi è il colonnello Kendrick. Shelley viene raggiunto in ospedale dalla sua ex fidanzata, Lissa Dalgaard, con la quale ha un rapporto conflittuale, dovuto alle scelte di Shelley che la ragazza non condivide. Shelley racconta a Lissa delle premonizioni e la ragazza ipotizza che un programma esterno, che soprannominano "Red", si sia evoluto autonomamente nel Cloud, e che stia mettendo in opera propri progetti attraverso la manipolazione degli impianti cerebrali di Shelley. Shelley riceve anche la visita di un suo vecchio amico, Elliot, un giornalista che gli rivela che le riprese dei droni e quelle registrate dai suoi impianti ottici, dello scontro nel Sahel, insieme ad altre azioni belliche sono state utilizzate per un reality che lo vede protagonista e che circola sul web.
Durante la convalescenza Shelley viene raggiunto da Thelma Sheridan, la presidentessa della Vanda-Sheridan, multinazionale fabbricante d'armi. La donna vuole scoprire le cause dell'hacking avvenuto nel Sahel e l'origine delle premonizioni di Shelley. Il sospetto è che un programma si annidi nel Cloud e i cui oscuri obiettivi, danneggino gli affari della potentissima multinazionale. Durante il colloquio Shelley ha modo di verificare la determinatezza e la mancanza di scrupoli di Sheridan nel voler annientare il "Red". Lissa, che lavora per un'azienda informatica, ha condotto propri studi sul Red ed ha forti sospetti che esso sia un programma di intelligenza artificiale, auto evoluto da un programma di marketing che, nel danneggiare le industrie belliche e propugnando la pace, si prefigga lo scopo di aumentare i consumi e favorire l'economia, direttamente dipendenti dal benessere dei consumatori.
Sheridan decide di eliminare il Red e per far ciò tenta di distruggere tutti gli snodi di cloud storage con un attacco con armi atomiche tattiche sul territorio statunitense. Il piano viene attuato strumentalizzando una fazione indipendentista texana che contemporaneamente avvia una guerra civile. Gli insorti ricattano il Governo federale degli Stati Uniti d'America minacciando di far esplodere altre bombe in altre città, qualora le forze armate non lascino immediatamente il Texas. Shelley, nel frattempo abilitato all'uso delle nuove protesi cibernetiche, viene immediatamente arruolato in una squadra speciale per introdursi all'interno della base degli insorti per distruggere il dispositivo di innesco delle bombe. La squadra è capitanata dal colonnello Kendrick.
L'azione ha successo ma Sheridan ordina comunque il lancio di un missile nucleare che viene fatto esplodere in volo, causando la distruzione di due caccia statunitensi e la morte dei due piloti. Shelley viene spinto da Red ad assistere allo scoppio e a registrare con i suoi impianti la deflagrazione. Nonostante le prove raccolte dal gruppo di Shelley contro Sheridan, a causa della diffusa corruzione, la presidentessa della multinazionale non viene posta sotto accusa. Kendrick decide allora di riunire una squadra speciale di volontari, senza la copertura governativa, per rapire Sheridan e affidarla alla custodia dell'unico Stato disposto a processare la donna: il Sahel di Ahab Matugo. Shelley accetta di guidare l'azione. Viene finto un incidente nel quale tutti i membri della squadra vengono dichiarati morti. Il rapimento ha successo ma la squadra viene scoperta e deve combattere per aprirsi la ritirata e fuggire con un aereo. Durante l'esfiltrazione il marito di Sheridan, un ex mercenario, scopre che a capo del gruppo vi è Shelley e, per costringere l'uomo a rilasciare la moglie, rapisce Lissa che rimane uccisa durante le trattative. Il piano ha successo, il velivolo della squadra speciale riesce a raggiungere e atterrare nel Shael. Sheridan viene affidata alla custodia di Ahab Matugo per essere processata.

## Edizioni
- (EN) Linda Nagata, The Red: First Light, 1 E-book, Kula, Mythic Island Press LLC, marzo 2013, ISBN 978-1-937197-13-1.
- Linda Nagata, Red. La prima luce, traduzione di Maria Sofia Buccaro, Mariachiara Eredia, Benedetta Fabbri, Maddalena Gerini, Oscar fantastica, Milano, Mondadori, aprile 2016, ISBN 978-88-04-66385-0.
- (PL) Linda Nagata, Czerwień, traduzione di Mirosław P. Jabłoński, Poznań, Dom Wydawniczy Rebis, agosto 2016, ISBN 978-83-8062-002-5.
- (DE) Linda Nagata, Morgengrauen, traduzione di Helga Parmiter, Ludwigsbu, Cross Cult, ottobre 2016, ISBN 978-3-95981-152-1.
- Linda Nagata, Red. La prima luce, traduzione di Maria Sofia Buccaro, Mariachiara Eredia, Benedetta Fabbri, Maddalena Gerini, n. 1649, Urania, Milano, Mondadori, dicembre 2017, ISBN 9788852084171.